# Heusden Koers 2002
De 54e editie van de Belgische wielerwedstrijd Heusden Koers werd verreden op 13 augustus 2002. De start en finish vonden plaats in Heusden. De winnaar was Peter Wuyts, gevolgd door Eric De Clercq en Geert Van Bondt.

## Uitslag
| Heusden Koers 2002 |                   |                          |         |
| Plaats             | Naam              | Ploeg                    | Tijd    |
| Winnaar            | Peter Wuyts       | Palmans-Collstrop        | 3u53'0" |
| 2                  | Eric De Clercq    | Palmans-Collstrop        | z.t.    |
| 3                  | Geert Van Bondt   | Team CSC-Tiscali         | z.t.    |
| 4                  | Bert Scheirlinckx | RDM-Flanders             | z.t.    |
| 5                  | Dave Bruylandts   | Domo-Farm Frites         | z.t.    |
| 6                  | Jan Hordijk       | Axa-VVZ Pro Cycling Team | + 1'02" |
| 7                  | Scott McGrory     |                          | + 1'02" |
| 8                  | Joseph Boulton    |                          | + 1'02" |
| 9                  | Bart Heirewegh    |                          | + 1'02" |
| 10                 | Andy De Smet      | Palmans-Collstrop        | + 1'02" |

1929 · 1930-1935 · 1936 · 1937 · 1938 · 1939 · 1952 · 1953 · 1954 · 1955 · 1956 · 1957 · 1958 · 1959 · 1960 · 1961 · 1962 · 1963 · 1964 · 1965 · 1966 · 1967 · 1968 · 1969 · 1970 · 1971 · 1972 · 1973 · 1974 · 1975 · 1976 · 1977 · 1978 · 1979 · 1980 · 1981 · 1982 · 1983 · 1984 · 1985 · 1986 · 1987 · 1988 · 1989 · 1990 · 1991 · 1992 · 1993 · 1994 · 1995 · 1996 · 1997 · 1998 · 1999 · 2000 · 2001 · 2002 · 2003 · 2004 · 2005 · 2006 · 2007 · 2008 · 2009 · 2010 · 2011 · 2012 · 2013 · 2014 · 2015 · 2016 · 2017 · 2018 · 2019 · 2020 · 2021 · 2022 · 2023